# Mamdouh bin Abdulaziz Al Saud
Prinz Mamdouh bin Abdulaziz Al Saud (arabisch ممدوح بن عبد العزيز آل سعود, DMG Mamdouh b. ʿAbd al-ʿAzīz Āl Saʿūd; * 24. Juli 1941; † 30. November 2023) war Mitglied der Saudi-Dynastie und Gouverneur der Provinz Tabuk im Nordwesten Saudi-Arabiens.

## Leben
Mamdouh wurde 1941 als ein jüngerer Sohn des Königs Abdulaziz, der auch als Ibn Saud bekannt ist, geboren. Mamdouhs Mutter war Nuf bint Nawaf bin Nuri Al Shalan. Mamdouh hat zwei Vollbrüder, Thamir, der 1958 Suizid beging, und Mashhur, der der Schwiegervater von Mohammed bin Salman ist. König Salman war ein älterer Halbbruder Mamdouhs.
Von 1986 bis 1987 war Mamdouh als Nachfolger seines Halbbruders Abdul Majid Gouverneur der Provinz Tabuk. Mamdouhs Nachfolger in diesem Amt wurde sein Neffe Fahd bin Sultan. Von 1994 bis 2004 war er Direktor des Saudi Center of Strategic Studies. Während dieser Zeit nahm er an Sitzungen der Beratenden Versammlung in Dschidda teil. Mamdouh war außerdem Mitglied des Thronfolgerats.

## Familie

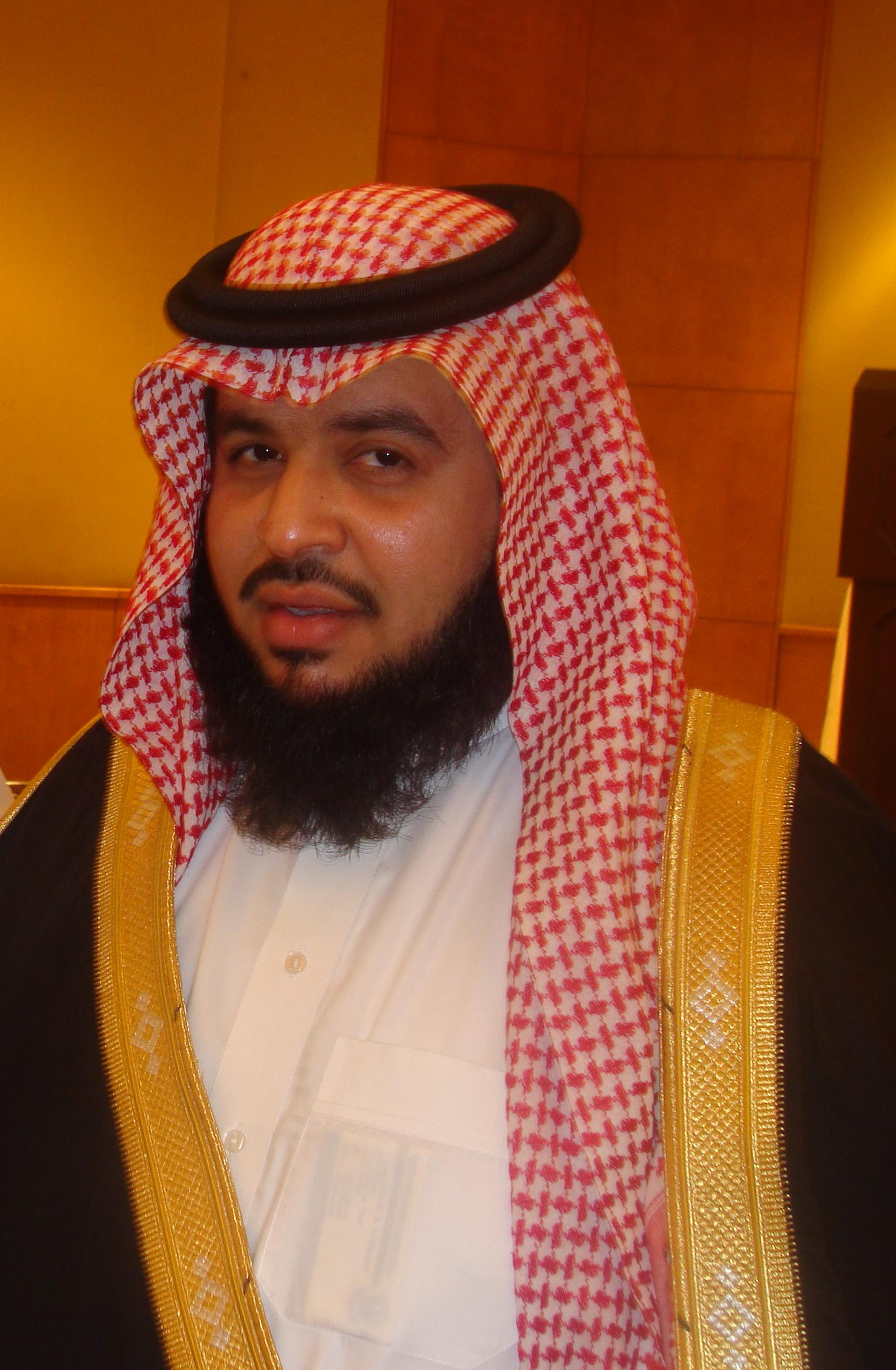
Prinz Mamdouhs Sohn Naif bin Mamdouh Al Saud (2009)

Aus seiner Ehe mit der 2016 verstorbenen Fayiza Al Shalan, die der Familie seiner Mutter entstammt, ist Mamdouh Vater von vier Söhnen und einer Tochter. Darunter ist auch sein Sohn Naif bin Mamdouh, der bei der Internationalen Messe für Erfindungen in Genf als Erfinder eines Rettungs- und Löschhubschraubers mit besonders hoher Wasserkapazität ausgezeichnet wurde.
Aus einer anderen Ehe ist er Vater von drei anderen Söhnen. Mamdouh ist Vater von insgesamt sieben Söhnen und einer Tochter.